# Francesco Caratti
Francesco Caratti (Bissone, Ticino kanton, 1620 – Prága, 1677. január 13.) olasz származású cseh építész, Prága barokk arculatának egyik jelentős formálója.

## Élete, munkássága
Építész tanulmányait Észak-Olaszországban kezdte, majd Bécsben, Valticeben éd Prágaban folytatta. 1652-ben kezdett el dolgozni  Csehország kiemelkedő arisztokrata családjainál. Ő fejezte be a Michna család hatalmas palotáját a Kisoldalban, de legjelentősebb prágai munkája a Černín családé volt, akiknek 1668-ban tervezett monumentális rezidenciát a Hradzsinban. Haláláig a családnál dolgozott.
A Kisoldal negyedben építette az innovatív elrendezésű Mária Magdolna-templomot, szabálytalan alakú kupolával a kereszthajó fölött.
A Klementinum építésének kora barokk szakaszát 1653-tól számítjuk: ebben az évben kezdték el lebontani az addigi egyetem környékén megszerzett épületeket (leginkább polgárházakat). E szakasz legrégibb épülete az ingatlan délnyugati sarkában áll; homlokzata a Keresztesek tere és azon túl a Moldva felé néz. Ezt 1650 körül emelték az ő tervei alapján.
Prágában ő a barokk monumentalizmus képviselője, de ez a stílusa követők nélkül maradt.